# Bonthe
Bonthe é uma cidade da Serra Leoa, na Ilha Sherbro. É a capital do distrito de Bonthe.